# ジーン・シモンズ (ミュージシャン)
ジーン・シモンズ（Gene Simmons 1949年8月25日 -  ）は、イスラエル生まれのアメリカ人ミュージシャン。
ロックバンド、キッスのベーシスト、ヴォーカリストとして知られ、作詞および作曲も担当。コンサートにおいては、火吹きや血を吐くパフォーマンスなど、演出面で大きく貢献している。キャラクターは悪魔のメイクを施したThe Demon。本業以外ではプロデューサーや俳優としても活動している。身長185cm。同バンド名義でロックの殿堂入り。

## 来歴

### 生い立ち
1949年、イスラエルのハイファにてハンガリー系ユダヤ人の子として生まれる。母親のフローラ・クライン（1926〜2018）はナチスの強制収容所にいたことがある。出生名はハイム・ヴィッツ（Chaim Witz）。1958年、8歳の時に父親フェリ・ヴィッツ（1917〜2002）と離別し、母親と共にニューヨークに移住。ラストネームを母方の姓のクライン（Klein）に変える。アメリカに来た当初はほとんど英語が喋れなかったが、TVや漫画に夢中になることにより覚えた。
1968年、サリバンカウンティ・コミュニティ・カレッジで学びながら、様々なバンド活動に参加する。1970年からリッチモンド・カレッジの教育課程で学び、卒業後はマンハッタンの小学校で国語教師として教壇に立つ。
並行してバンド活動も続けており、1970年代初頭には音楽教師のブルック・オストランダーと共にプロ契約を目指す新しいバンドWicked Lesterを結成。数年前から知り合いだったスタンレー・アイゼン（後のポール・スタンレー）が参加し、1枚のアルバムをレコーディングするも、レコード会社との契約がうまくいかず発売されることはなかった。結局、1972年にポール・スタンレーと共にWicked Lesterを脱退し、新しいバンドの結成を模索することになる。
ジーン・シモンズという芸名は、ジャンピン・ジーン・シモンズへの敬意を表して選んだものとされている。

### キッス
1970年代を代表するロックバンド。
個性的なメイク、過激なパフォーマンスで有名。
子供にまで影響を与えた。

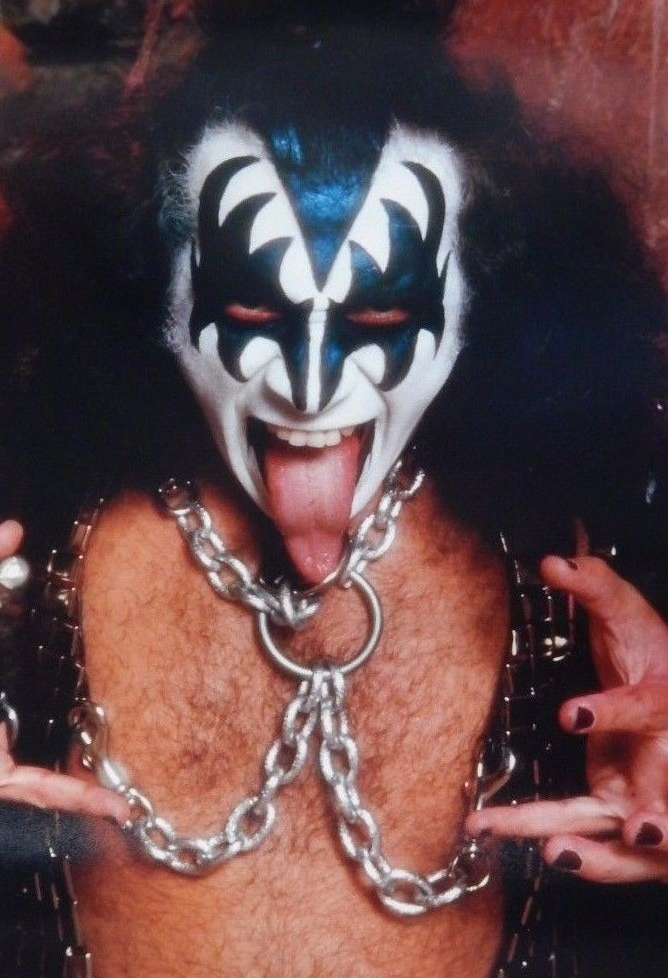
キッス - 活動初期の頃（1977年）
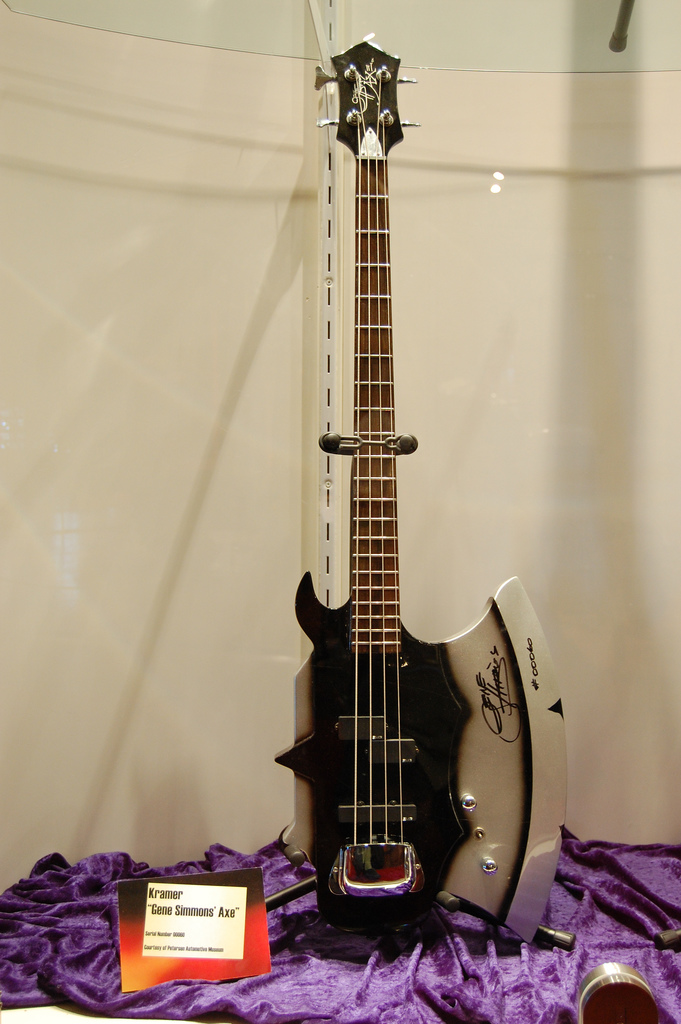
愛用の斧型カスタムモデル
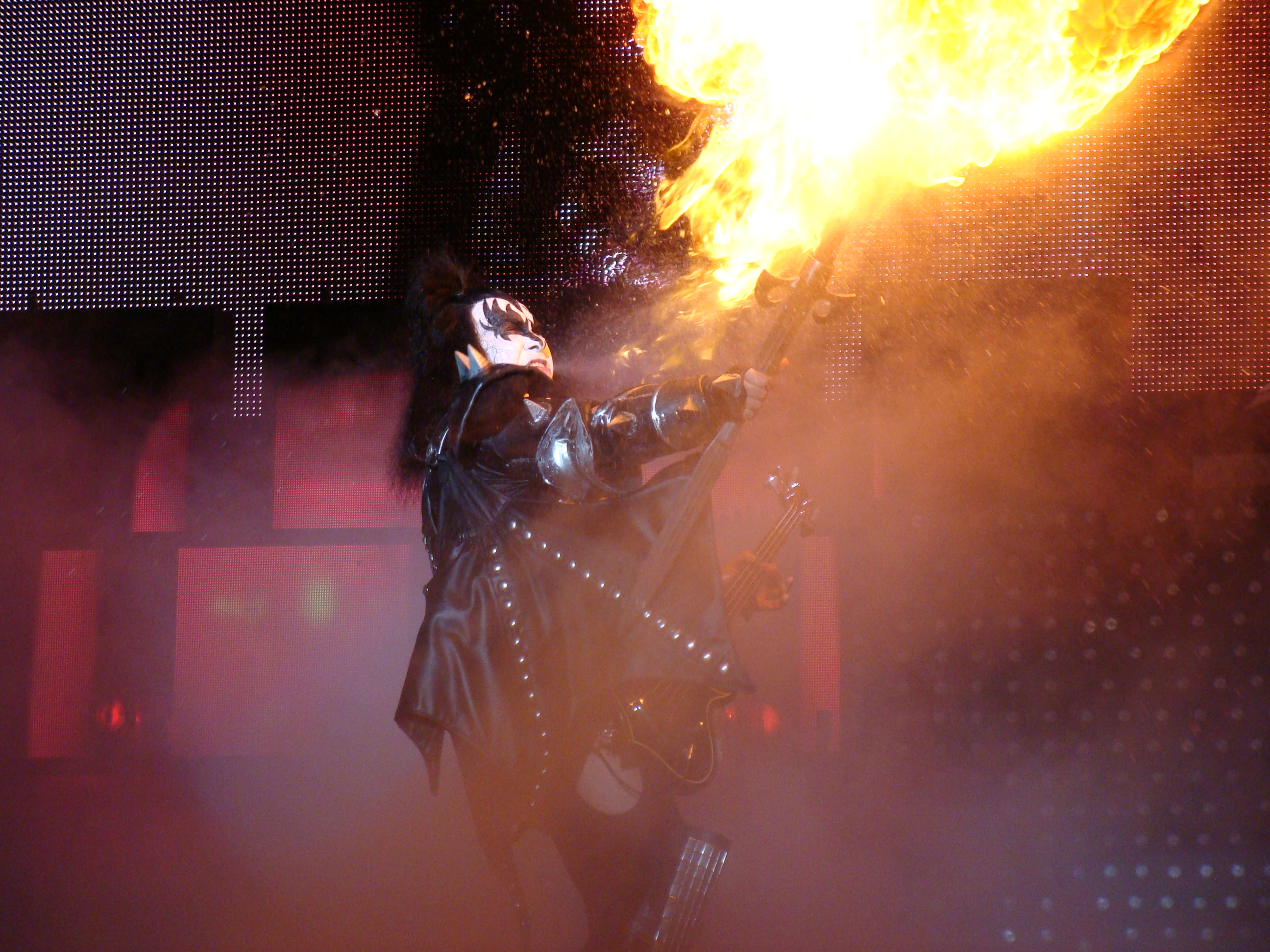
火吹きのパフォーマンス（2010年）
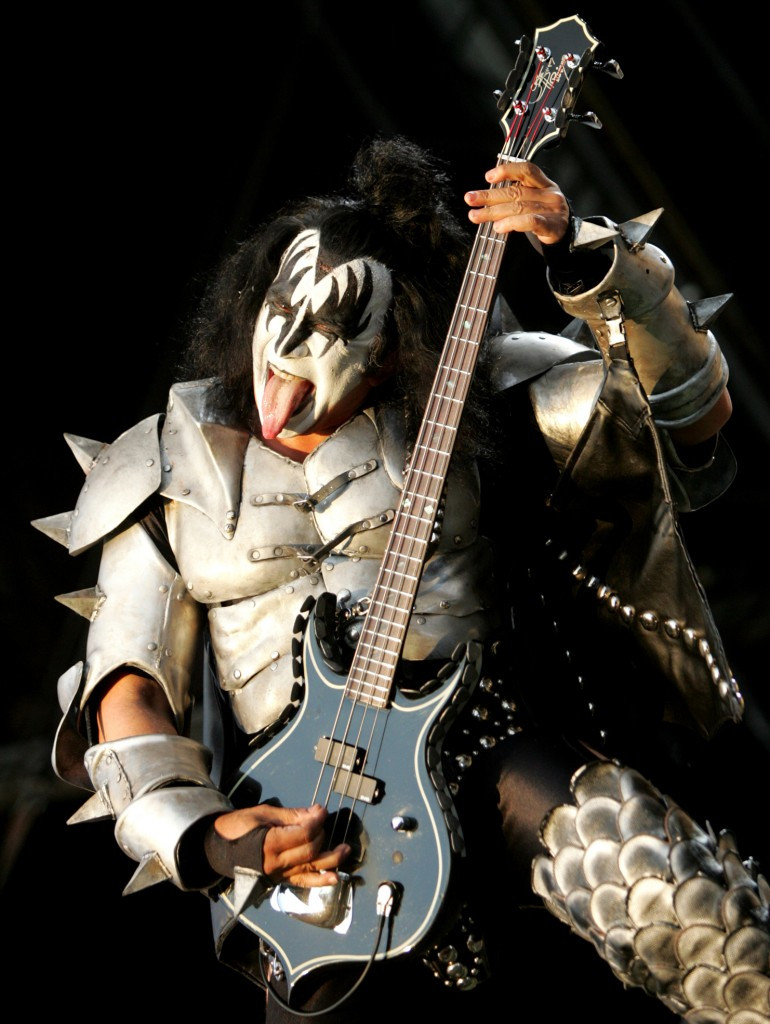
ベースプレイパフォーマンス（2016年）

### その他の活動
実業家としても有名。キッスのライセンス商品、権利管理、分配などを担当し、他にも数々の事業を手がけている。なお、キッスのライセンス商品は3000点あり、コンドームから棺桶まで揃う。「僕は昔ながらの企業家だ。舌を突き出すのは別として、何をするにも金儲けと結びつけて考える傾向があるし、KISS以外の分野でもかなり稼いでいるよ」とインタビューで答えている。近年では富裕層顧客を対象にした保険会社「クール・スプリングス」なども経営。

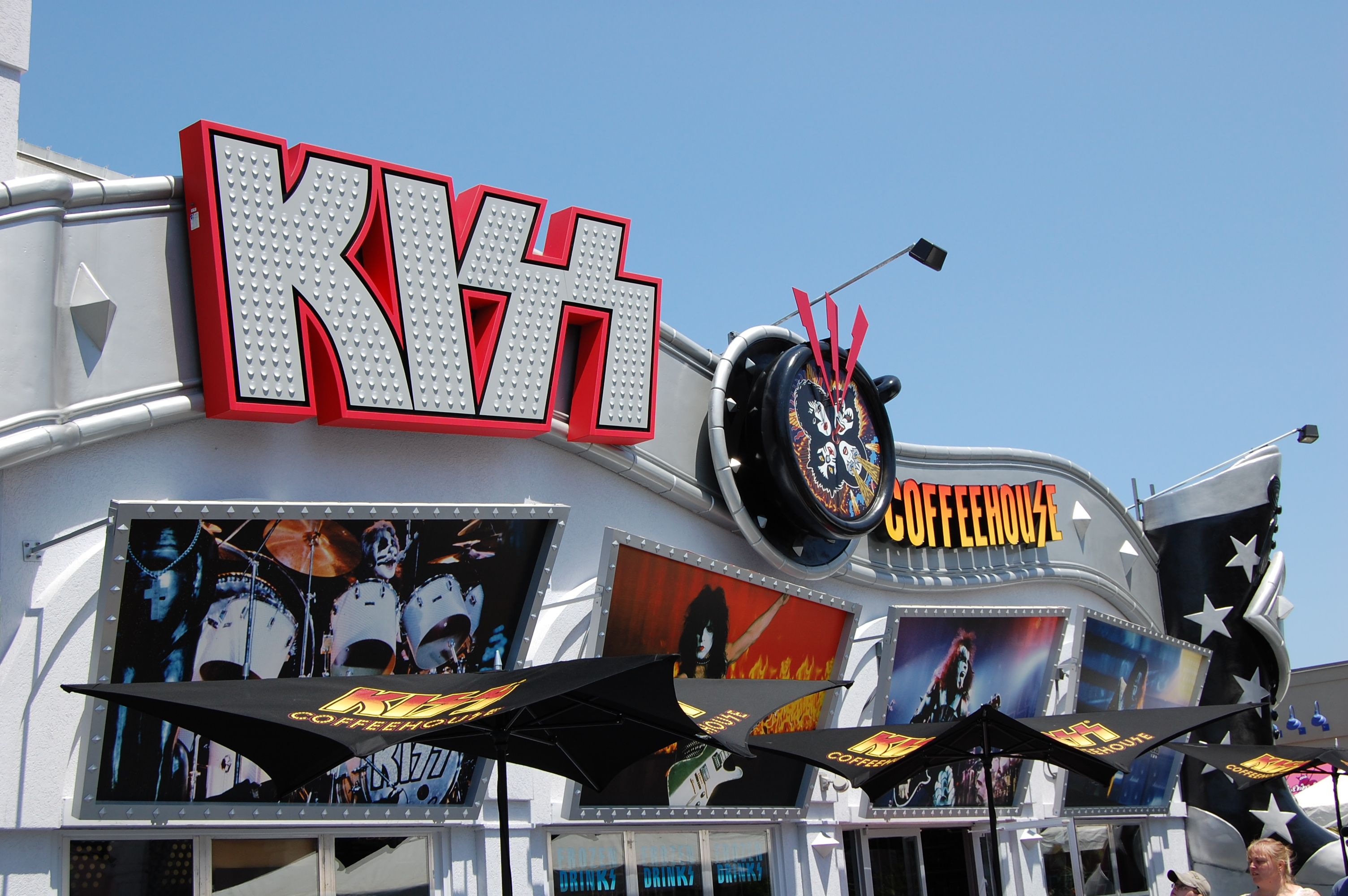
キッス名義のコーヒーハウス
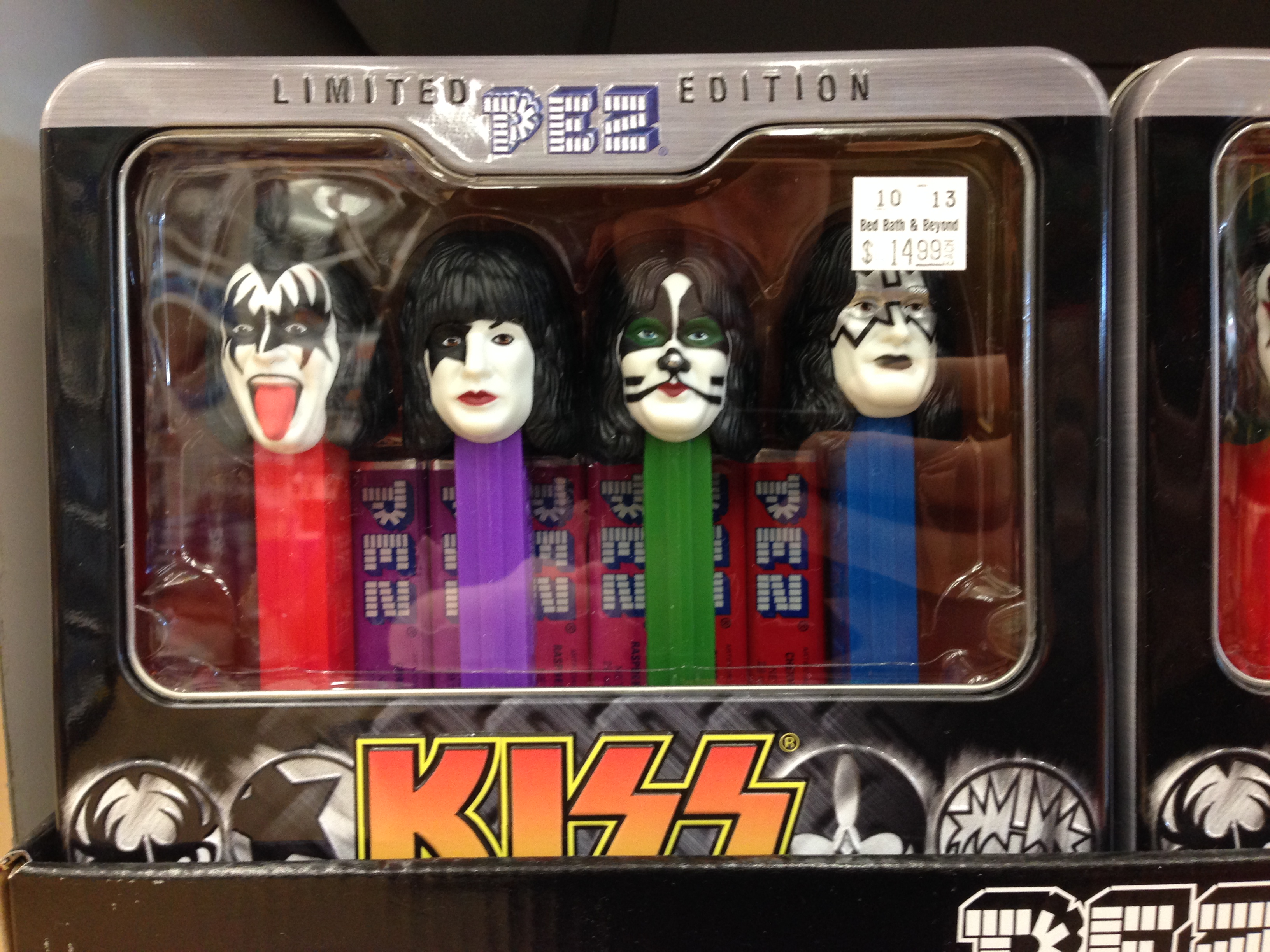
キッスのグッズ

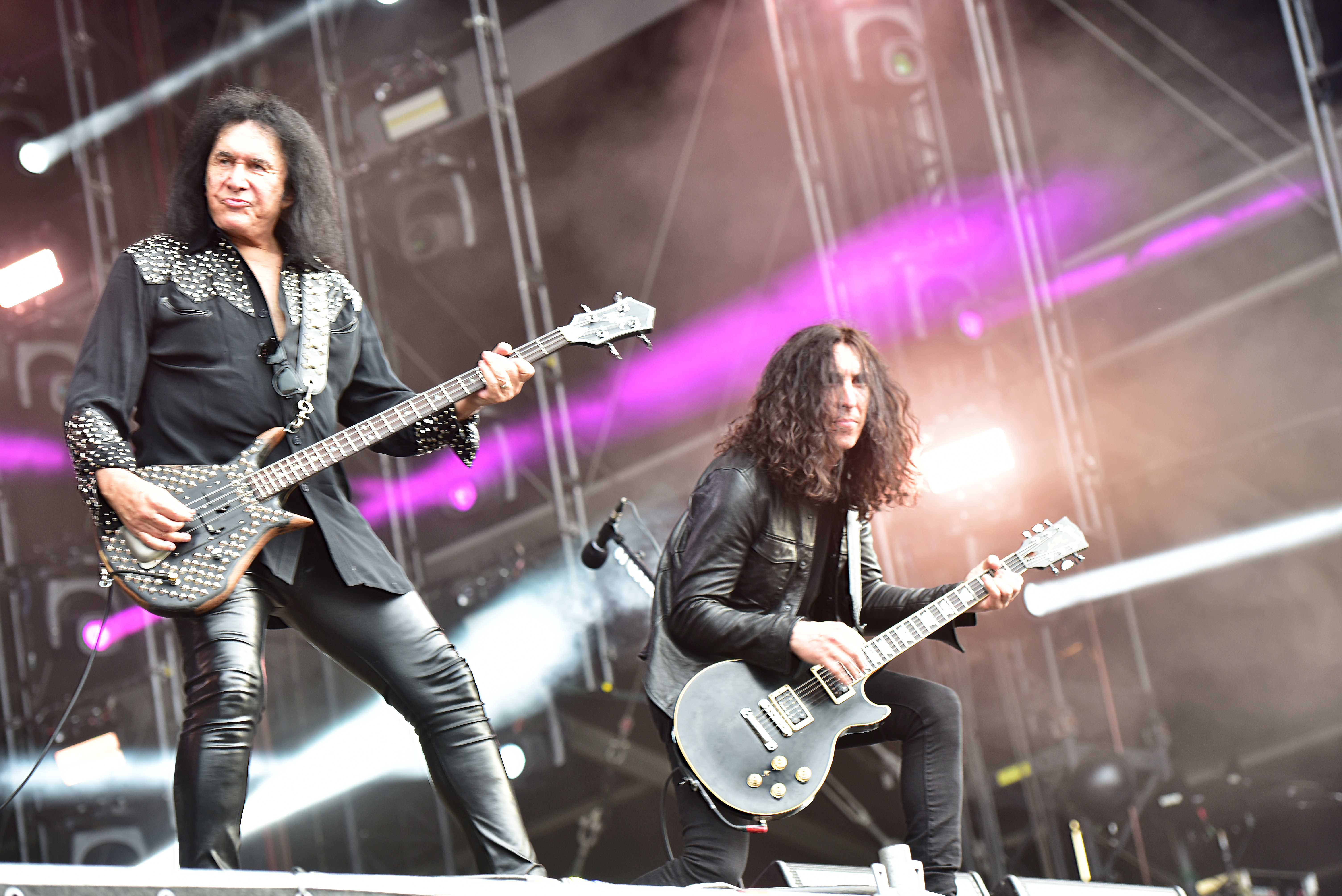
キッス活動停止後のGene Simmons Bandにて（2024年）

プロデューサーとしては、無名時代のヴァン・ヘイレンを発掘してデモ・テープ作りに協力したり、かつてトミー・セイヤー（キッスの現リードギタリスト）が在籍したブラック・アンド・ブルーのアルバム『ナスティ・ナスティ』（1986年）および『イン・ヒート』（1988年）、日本のバンドE・Z・Oのデビュー・アルバム『E・Z・O』（1987年）などを手掛けた。
俳優業も行っており、初出演はトム・セレック主演の映画「未来警察」（1984年）で敵役ルーサーを演じ、ルトガー・ハウアー主演の映画「ウォンテッド」 (1986年) ではユダヤ人の爆弾テロ犯という悪役に扮した。2008年には日本公開の映画「デトロイト・メタル・シティ」にジャック・イル・ダーク役で出演。2006年からは「ジーン・シモンズのファミリー・ジュエル」というリアリティ番組に家族とともに出演している。

## 人物
- マルチリンガルで、英語、ヘブライ語、ハンガリー語、ドイツ語を習得。現在[いつから?]は日本語と中国語を勉強している。非母語話者に対しては、相手の語学力に応じた理解度で話すなど配慮は欠かさない[7]。
- 性依存症であるといわれている[8]。本人曰く2000人以上の女性と関係を持ち[9]、シェール、ダイアナ・ロスとの間で浮名を流したこともある。
- 地獄からやって来た悪魔というペルソナについては、キャラクターをステージ用に「演じている」という認識ではなく、あくまでも自分自身の延長線上にあるものと捉えている[10]。

### 宗教観
- ユダヤ教の家系に生まれ育ったが、自身はその信仰を受け入れていない。また、ほかの宗教に対しても否定的である。その理由として、もし神が完璧な徳性を具えた存在ならば、エゴや虚栄心とも無縁であるがゆえにもはや人間の信仰心に関心を持つことはないだろうと考えること、現実にある不幸や災難といった不条理を放置していることへの違和感、また、こうした数々の疑問を「神の御心は人間の想像をはるかに超えている」というレトリックで封殺する論法に納得がいかないことを挙げている[10]。

## 発言・持論など
- マドンナやブロンディなど、ポップスがロックの殿堂入りしていることに対して「彼女たちがやっていることはダンス/ディスコミュージックだ。ロックじゃない」[11]とロックの殿堂を批判する一方で、マドンナから多大な影響を受けたレディー・ガガについては「新しいロックスターといえるのはガガだけだね。そう、彼女は本物だ」と発言している[12]。
  - リアーナをはじめとするポップシンガーを「最近目につく、ダンサーを並べてカラオケ・テープに合わせて歌う女たちにはうんざり」と批判している[13]。
- 2020年、世界的に大流行した新型コロナウイルス感染症拡大において、予防対策であるマスク着用義務化に賛同。個人主義が強い米国の反対勢力に対し「赤信号で停まる義務と同じこと。ルールを守ることで他人を巻き込まずに済む」「自己隔離のときは外にゾンビがいると想像しろ。接触してしまえば自分もゾンビになってしまうから、家でじっとしていれば安全」と独特な例えで諭し、第二次世界大戦で大勢が犠牲になった当時を引き合いに相互扶助を唱えた[14]。
- 2021年、「ロックは死んでいる」と、ロック界の現状に苦言を呈した。ロック誕生から1980年代までは「エルヴィス・プレスリー、ザ・ビートルズ、ローリング・ストーンズ、ピンク・フロイド、AC/DC、U2からメタリカに至るまで、様々なジャンルに時代を超える象徴的かつ伝説的なビッグネームがいたが、1990年代以降から該当する者が出なくなった」と説明[15]。これは「才能の問題ではなく、近年の音楽ビジネス・モデルが機能していないからだ。ダウンロードに移行し曲の収益が小さくなった。人気を博しても一過性に終わるケースが殆どで、次世代の偉大なバンドが生まれる機会をなくしてしまった」と、ビジネスマンの観点から警鐘を鳴らした[16]。
- 2022年ロシアのウクライナ侵攻に関しては、ウクライナを支持し、自らの意志を振りかざす為に大量殺戮という手法を用いる専制君主の独裁者としてプーチンを厳しく非難している。一方で、この紛争による物価上昇やルーブルの一時的な下落[17]によって、生活上の苦難を強いられるロシアの庶民や、突如として戦地に送られるロシア兵士に対しては同情的な姿勢を見せている。[18]
- 『才能のあるヤツはなぜ27歳で死んでしまうのか？』（原題『27: The Legend and Mythology of the 27 Club』）を上梓。この中で、27クラブのように早世した才能を称賛する風潮を批判している[19][20]。

## 政治姿勢
社会自由主義を自任し、ジョージ・W・ブッシュ政権の外交政策、および2003年のイラク戦争を支持している。アメリカ軍基地では慰問ライブを行っている。
2006年、イスラエルのレバノン侵攻の際には、戦場で瀕死の重傷を負ったイスラエル軍兵士に対し、英語とヘブライ語でテレビメッセージを送り続けた。

## 私生活
長らく独身を貫いていたが、2011年10月1日に28年来のパートナー（事実婚）である元・プレイメイトのシャノン・トゥイードと入籍した。婚前からビバリーヒルズで共に暮らしている。
シャノンとの間には長男ニック・シモンズ（1989年1月22日 - ）、および長女ソフィー・シモンズ（1992年7月7日 - ）の二人の子どもがいる。ニックはコミックアーティストとして活動していたが、2010年2月に盗作騒動を起こした。ソフィーは歌手・女優・モデルとして活動している。

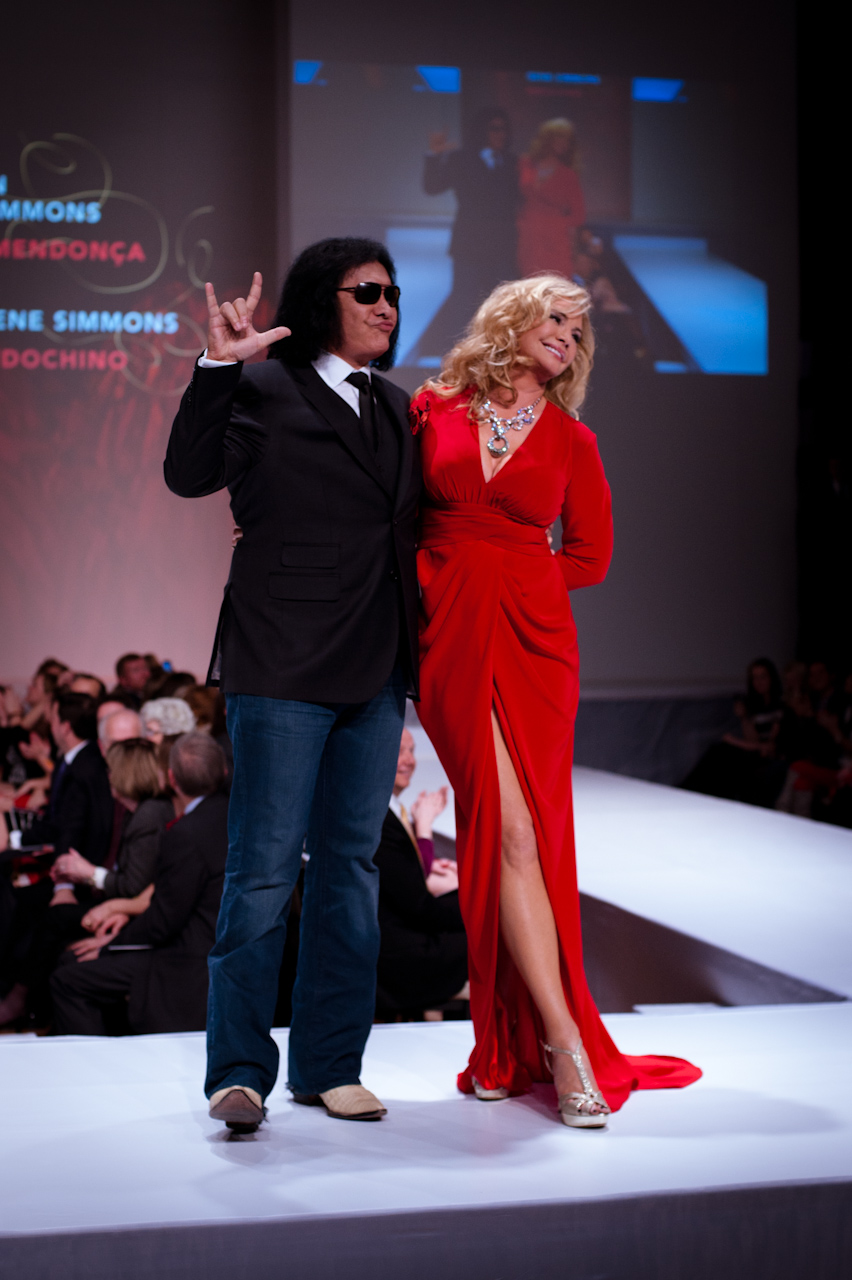
愛妻シャノンとランウェイ（2012年）
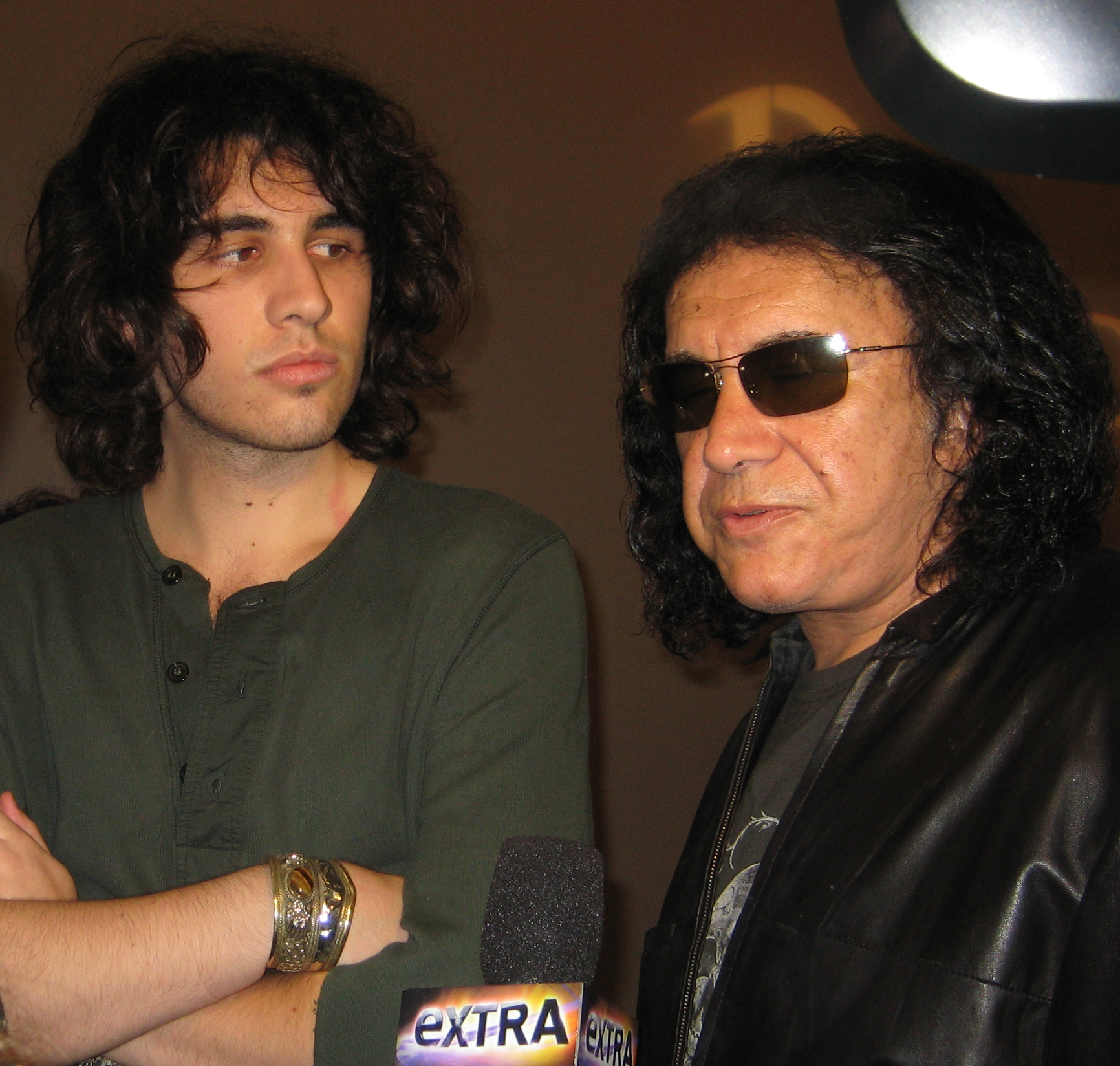
長男ニック・シモンズ（2009年）
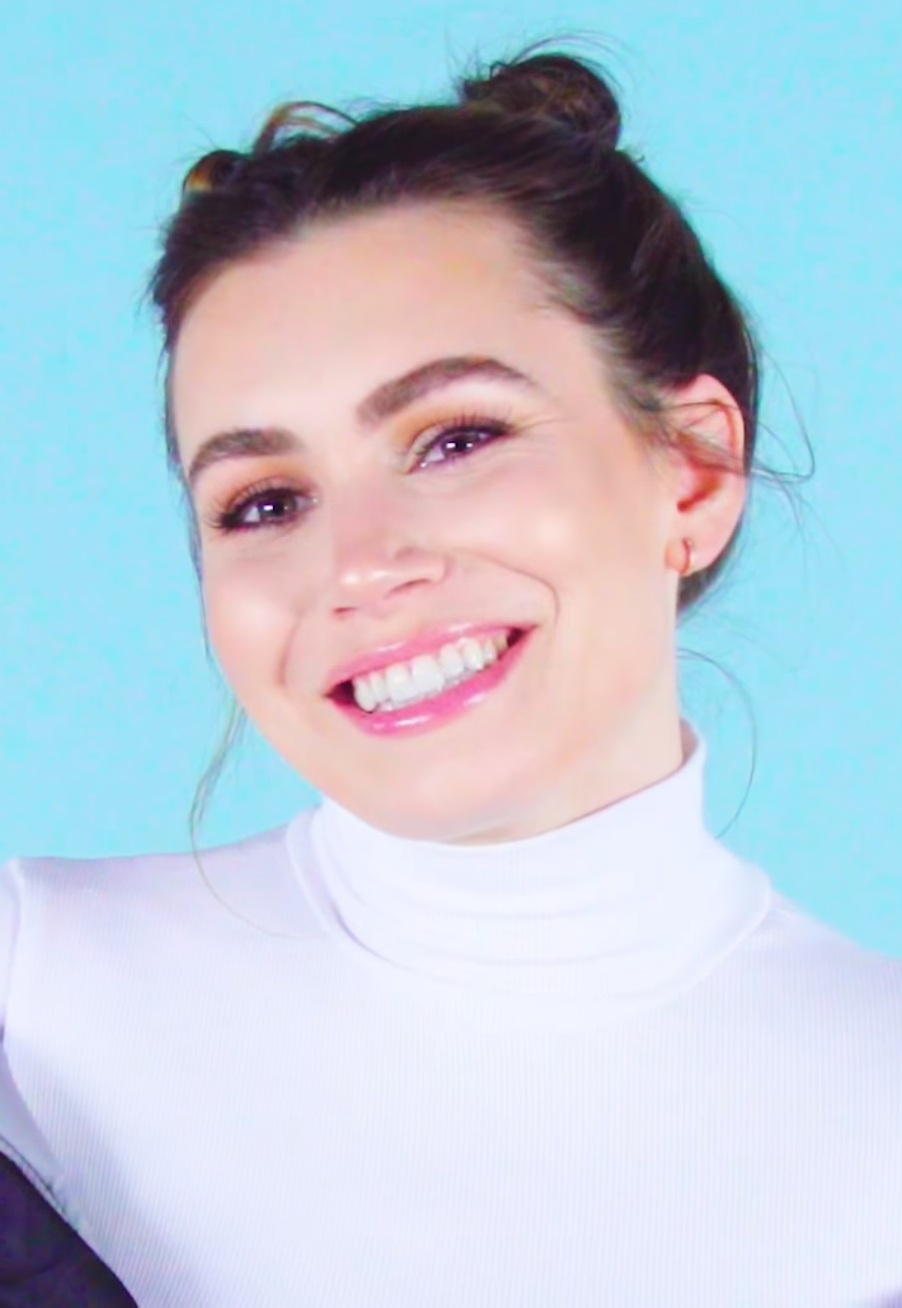
長女ソフィー・シモンズ（2018年）
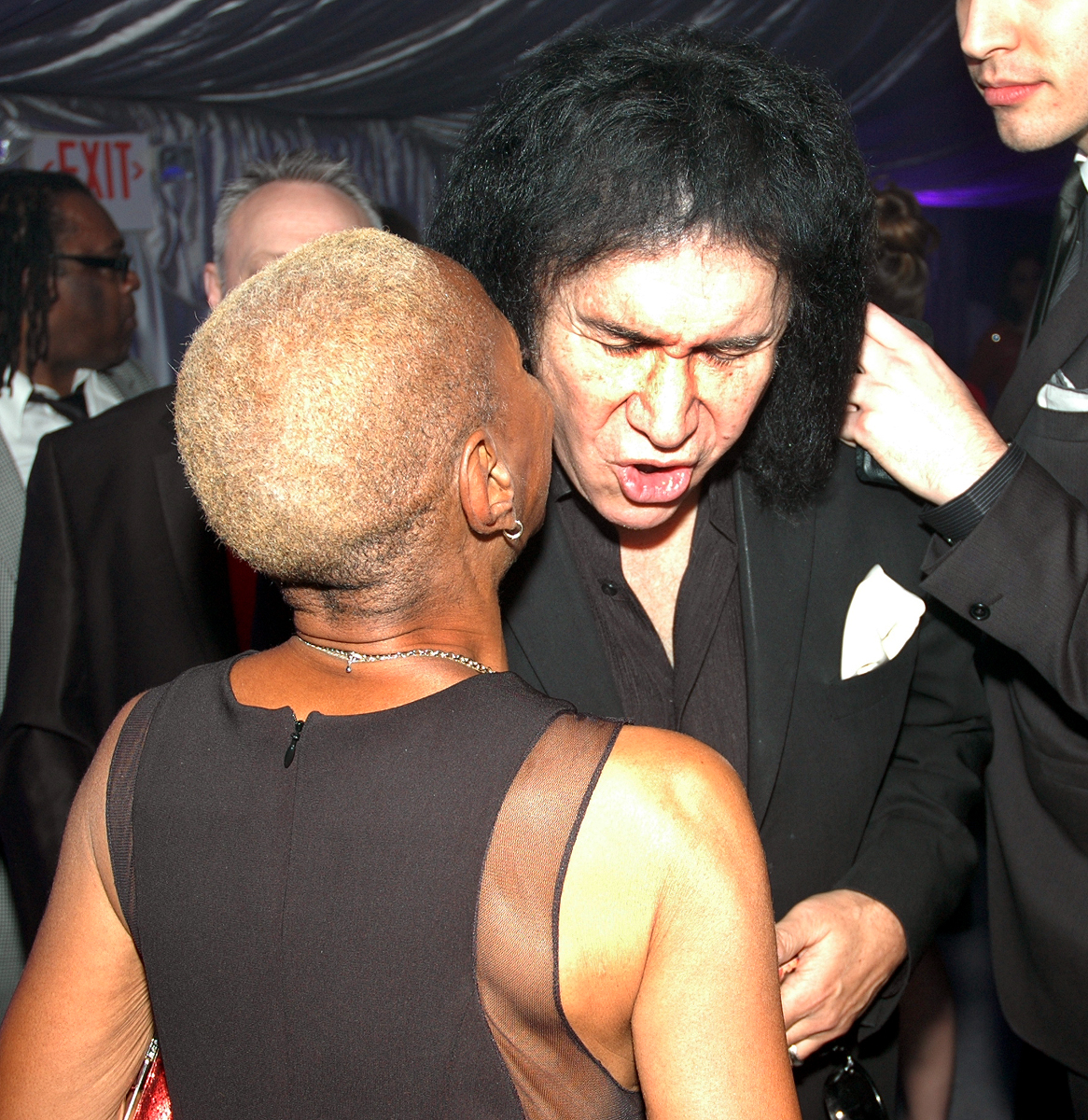
故マーク・ボランの内妻グロリア・ジョーンズと挨拶（2014年）

## アルバム
- 1978年 - 「ジーン・シモンズ」Gene Simmons
- 2004年 - 「アスホール」asshole

## テレビ
- 「特捜刑事マイアミ・バイス」シーズン2 第1話（1985年）
- 「ジーン・シモンズのロック・スクール」（2005年8月19日 - ）
- 「ジーン・シモンズのファミリー・ジュエル」（2006年8月7日 - ）
- 「アグリー・ベティ」シーズン2（2008年） - 本人役
- 「CSI:科学捜査班」シーズン14 第17話（2014年） - 本人役
- 「ザ・ヒューマン 誇り高き悪魔 KISSジーン・シモンズ」（NHK BS1、2020年3月28日）
  - 後日99分拡大版で再放送

## 映画
- 未来警察（1985年）ルーサー役
- ウォンテッド（1986年）マハク・ラヒム役
- ハロウィン1988 地獄のロック&ローラー（英語版）（1986年）ヌーク役
- デトロイト・メタル・シティ（2008年）ジャック・イル・ダーク役
- シンディにおまかせ（英語版）[26]（2009年）ジョー・アドラー弁護士役

## 書籍
- 2001年 - KISS AND MAKE‐UP―ジーン・シモンズ自伝
- 2003年 - Sex Money Kiss
- 2018年 - 27: The Legend & Mythology of the 27 Club

邦訳『才能のあるヤツはなぜ27歳で死んでしまうのか?』(訳 森田義信)